# Livro branco
Um livro branco — também referido como relatório branco ou pelo termo inglês white paper (literalmente "papel branco") — é um documento oficial publicado por um governo ou uma organização internacional, a fim de servir de informe ou guia sobre algum problema e como enfrentá-lo. Os livros brancos são utilizados para educar os leitores e ajudar as pessoas a tomar decisões. São usados na política e nos negócios. Também podem ser um informe governamental que descreve uma política, geralmente, a longo prazo.

## Origem do termo
O termo surgiu no Reino Unido, onde se aplica aos documentos governamentais, informes, anúncios de políticas. Durante o Mandato Britânico da Palestina, publicaram-se três white paper que determinaram o futuro imediato do Mandato.

## Livros brancos governamentais
Em diversas nações, livro branco é um documento parlamentar que anuncia uma política governamental. No Reino Unido, estes são majoritariamente publicados como "documentos de direção".
Os livros brancos são publicados pelos governos para apresentar uma política ou propor uma linha de ação em um tema de preocupação atual. Um livro branco pode ser, ocasionalmente, uma consulta aos detalhes de uma nova legislação, manifesta uma clara intenção de parte do governo para aprovar a nova legislação. Em contraste, os livros verdes (green paper), que são publicados muito mais frequentemente, o são mais abertos. Estes livros verdes, são chamados também de “documentos de consulta”, podem meramente propor uma estratégia a ser implementada nos detalhes de uma outra legislação ou pode apresentar uma proposta sobre os desejos do governo para obter pareceres e retorno da opinião pública.
Na União Europeia, os livros brancos contêm um conjunto argumentado de propostas de ação comunitária em um âmbito específico. Neste sentido, são estabelecidos pela Comissão Europeia em o marco dos comitês consultivos que compreendem aos membros da Comissão, dos representantes nacionais de grupos de interesses e das administrações nacionais.
Aspirar e desenvolver decisões políticas ou realizar um arranjo político. Estes livros aparecem muitas vezes, mas não necessariamente, após o aparecimento do livro verde sobre o mesmo assunto.

## Livros brancos comerciais
Desde o começo da década de 1990, o termo livro branco se refere também aos documentos originais usados por negócios como a ferramenta de marketing ou de vendas. Por exemplo, hoje em dia muitos livros brancos revelam os benefícios das tecnologias e de produtos específicos. Estes “papéis brancos” são quase sempre documentos de comunicações de marketing projetados para promover as soluções ou os produtos de uma companhia específica.
Como a ferramenta do marketing, é importante observar que estes livros sempre enfatizam a informação favorável da companhia que autoriza ou financia o documento. Os livros brancos são frequentemente usados para gerar boas vendas, para estabelecer a liderança, para educar os consumidores ou compartilhar conhecimento técnico.

## Tipos de livros brancos comerciais
Existem três tipos básicos de livros brancos comerciais:
1. Benefícios do negócio: Se enfocam em apresentar uma situação de negócio favorável aos executivos;
2. Técnicos: ajuda a pessoas influentes (como engenheiros) a entender como funciona um conceito ou uma tecnologia;
3. Híbrido: Combina um enfoque nos benefícios do negócio com detalhes técnicos em um só documento.